# 麗輝珠寶
麗輝國際控股有限公司（上市原代號：8183.HK），曾在香港交易所創業板上市，1990年由李胥家族創立，是以「麗輝珠寶有限公司」成立，目前經營珠寶產品。值得注意是當時股東軟庫發展（中國仁濟醫療前身，0648.HK）。
是在2003年2月26日上市，但上市2年後，被Standbrook Enterprises Limited>強制收購成功，在2005年10月14日撤銷上市。

## 連結
- 麗輝珠寶（页面存档备份，存于）